# Staffan William-Olsson
Staffan William-Olsson (Göteborg, 13 december 1959) is een Zweedse jazzgitarist.

## Biografie
Hij speelde al op 7-jarige leeftijd piano, gitaar en drums en studeerde klassiek piano bij een jazz-georiënteerde leraar. Uiteindelijk richtte hij zich op de gitaar, met de blues- en rockmuziek als belangrijkste invloedsbronnen (Jimi Hendrix, Deep Purple en Led Zeppelin als hoofdvoorbeelden). Toen hij de jazzrock ontdekte, werden onder andere Weather Report, John McLaughlin en Allan Holdsworth de nieuwe inspiratiebronnen. George Bensons plaat Bad Benson was een keerpunt, het opende zijn oren voor het cleane, onvervormde gitaargeluid en gitaristen als Pat Martino waren van grote invloed.
William-Olsson was na zijn klassieke pianostudie aan Göteborg Musikhögskola (hij is autodidact-gitarist), de vervanger van Ulf Wakenius in de Zweedse fusionband Hawk on Flight en werkte ook samen met o.a. Bob Berg, Lee Konitz en Palle Mikkelborg.
Hij verhuisde in 1986 naar Oslo en werkte als freelance gitarist, voordat hij in 1989 deel uitmaakte van de hardrockband Sons of Angels. De band tekende een platencontract met Atlantic Records en toerde langs de oostkust van de Verenigde Staten en Europa. Van het album werden 100.000 exemplaren verkocht, waarna de band uit elkaar ging.
The Real Thing werd opgericht in 1992. De soloalbums Three Shades of Blue (1995) en Smile! (1998) werden genomineerd voor de Spellemannprisen. Daarna heeft hij nog de twee albums Oak Road Boogaloo (2000) en Pop! (2002) uitgebracht. William-Olsson richtte in 2005 de mini-bigband Sharp 9 op, geïnspireerd door Art Pepper en Miles Davis. Binnen Sharp 9 bracht hij NO:Network (2004) en Sudoku (2007) uit.

## Discografie

### Solo
- 1995: Three Shades of Blue (Real Music Records)
- 1998: Smile! (Real Music Records)
- 2000: Oak Road Boogaloo (Real Music Records)
- 2002: Pop! (Real Music Records)

### Samenwerkingen
Binnen The Real Thing
- 1992: The Real Thing (Real Music Records)
- 1993: ...in New York (Real Music Records), met Lew Soloff geproduceerd door Georg 'Jojje' Wadenius en genomineerd voor de Spellemannprisen 1994
- 1994: A Perfect Match  (Real Music Records), met Bohuslän Big Band, gearrangeerd en geproduceerd door de in Los Angeles gevestigde arrangeur Tom Kubis
- 1995: Live (Real Music Records)
- 1997: Pleasure is an Attitude (Real Music Records)
- 2000: Deluxe (Real Music Records), met Even Kruse Skatrud en het Norwegian Radio Orchestra
- 2003: New Wrapping (Real Music Records)
- 2006: A Real Christmas (Real Music Records), met Sigrid Brennhaug (zang)

Met Terje Gewelt
- 2013: Steppingstone (Resonant Music), met Adam Nussbaum

Met Sharp 9
- 2004: NO:Network (Real Music Records)
- 2007: Sudoku (Real Music Records)